# Пол Екман
Пол Екман (на английски: Paul Ekman) е американски психолог, преподавател в Калифорнийския университет и писател на бестселъри в жанра документалистика и книги по психология и поведение. Той е пионер в изучаването на връзката на емоциите с израженията на лицето и е един от най-цитираните психолози.

## Биография и творчество
Пол Екман е роден на 15 февруари 1934 г. във Вашингтон, САЩ. Баща му е педиатър, а майка му е адвокат. Има сестра, Джойс Стингърт, която е психоаналитичен психолог. Израства в Ню Джърси, Вашингтон, Орегон и Калифорния.
В периода 1949-1952 г. учи в Университета на Чикаго и завършва с бакалавърска степен, през 1954 г. получава бакалавърска степен от Нюйоркския университет, през 1955 г. магистърска степен по клинична психология от Университет „Аделфи“, а през 1958 г. докторска степен в същия университет и след една година стаж в психиатричния институт „Лангли Портър“. След дипломирането си в периода 1958-1960 г. служи в Медицинския корпус на армията на САЩ достигайки чин първи лейтенант и главен психолог във Форт Дикс. Работата му в армията го насочва към изследвания в областта на психологията.
След уволнението си от армията става научен сътрудник Леонард Краснер в болницата за ветерани в Паоло Алто. Получава стипендия от Националния институт по психично здраве за изучаване на невербалното поведение като постепенно насочва изследванията си към изражението на лицето. През 1967-1968 г. прави изследване на племена в Папуа-Нова Гвинея, които потвърждават универсалния характер на мимиката на лицето подкрепяйки изследванията на Дарвин в тази област.
Едновременно с изследванията си работи в психиатричния институт „Лангли Портър“ като дава консултации по различни клинични случаи. През 2004 г. става преподавател по психология в Катедрата по психиатрия в Калифорнийския университет в Сан Франциско.
Първата му книга „Emotion in the Human Face“ (Емоция в човешкото лице) е публикувана в съавторство през 1972 г.
Става известен с книгата си „Излъжи ме ако можеш“ от 1985 г.
През 2009 – 2011 г. по идеите на произведенията му екранизиран телевизионния сериал „Излъжи ме“ с участието на Тим Рот, Кели Уилямс, Джеймс Фрейн, Марк Ролстън и Брендън Хайнс. Пол Екман е прототип на главния герой на сериала – доктор Лайтман. През 1994 г. е удостоен с отличието „доктор хонорис кауза“ от Университета на Чикаго, о през 2008 г. и от университета „Адели“. През 1998 г. получава наградата „Уилям Джеймс“ на Американско психологическо дружество, а през 2002 г. наградата „Джак Блок“ на Дружеството за личност и социална психология за отличен принос в психологията на личността.
След като се пенсионира от Калифорнийския университет основава „Пол Екман Груп“ и „Пол Екман Интернешънъл“, с които разработва и предлага онлайн програми за изграждане на емоционални умения и изгражда онлайн общност. Пише и в списание „Greater Good“.
През 1979 г. се жени за Мери Ан Мейсън, декан на университета в Калифорния в Бъркли. Имат две деца – Ив и Том. Пол Екман живее със семейството си в Сан Франциско.

## Произведения
- Emotion in the Human Face: Guide-Lines for Research and an Integration of Findings, Pergamon (1972) – с Уолъс Фризен и Фийби Елсуърт
- Unmasking the Face (1975)
- Facial Action Coding System: A Technique for the Measurement of Facial Movement (1978) – с Уолъс Фрийзън
- Face of Man: Universal Expression in a New Guinea Village (1980)
- Telling Lies: Clues to Deceit in the Marketplace, Politics, and Marriage (1985)
Излъжи ме ако можеш, изд. „Жануа '98“ (2011), прев. Даня Доганова
- The Nature of Emotion: Fundamental Questions (1994) – с Р. Дейвидсън
- What the Face Reveals (1998) – с Е. Л. Розенберг
- Emotions Revealed: Recognizing Faces and Feelings to Improve Communication and Emotional Life (2003)
- Emotional Awareness: Overcoming the Obstacles to Psychological Balance and Compassion (2008)

### Екранизации
- 2009 – 2011 Излъжи ме, Lie to Me – ТВ сериал, 47 епизода, научен консултант